# Curcuma graminifolia
Curcuma graminifolia là một loài thực vật có hoa trong họ Gừng. Loài này được Kai Larsen và Thaya Jenjittikul mô tả khoa học đầu tiên năm 2001 dưới danh pháp Laosanthus graminifolius. Năm 2015, Jana Leong-Škorničková chuyển nó sang chi Curcuma. Mẫu định danh: T. Tiptabiarnkam 6642 thu thập tháng 6 năm 2001 tại chợ Chatuchak ở Băng Cốc, có nguồn gốc từ tỉnh Attapeu ở đông nam Lào.

## Phân bố
Loài này có tại Lào. Môi trường sống là rừng khộp (Dipterocarpaceae) lá sớm rụng vùng đất thấp.